# Edward Hoop
Edward Hoop (* 19. Mai 1925 in Büdelsdorf; † 5. November 2008 in Rendsburg) war ein deutscher Schriftsteller und Historiker.

## Leben
Hoop besuchte von 1936 bis 1943 das Rendsburger Gymnasium Herderschule, wo er nach dem Krieg 1946 das Abitur ablegte. Danach studierte er von 1946 bis 1952 in Kiel Geschichte, Deutsch und Philosophie und promovierte abschließend als Historiker.
Er arbeitete von 1954 bis 1987 zunächst als Lehrer, später als Studiendirektor an der Herderschule, die er auch als Schüler besucht hatte.
Seit 1966 wurde er für die SPD in den Gemeinderat seiner Heimatgemeinde Büdelsdorf gewählt, von 1974 bis 1982 hatte er das Ehrenamt des Bürgervorstehers inne.
Hoop war darüber hinaus als Schriftsteller tätig und veröffentlichte Sachbücher zur regionalen Geschichte sowie auch Romane und Kriminalromane. Sein historisches Hauptwerk unter bürgerlichem Namen ist die Geschichte der Stadt Rendsburg, der weitere regionalhistorische Untersuchungen folgten.

## Pseudonym Paul Henricks
Unter dem Pseudonym Paul Henricks veröffentlichte Hoop von 1965 bis 1998 neun Kriminalromane im Rowohlt Verlag. Sieben Tage Frist für Schramm wurde ein Bestseller und 1968 mit Horst Tappert, Joachim Fuchsberger und Karin Hübner unter dem Titel Sieben Tage Frist für das Kino verfilmt. In Keine Stimme für Krüß flossen Eindrücke aus Hoops Zeit als Lokalpolitiker ein; mit der Figur des Bürgervorstehers zeichnete er nach eigenen Worten ein ironisches Selbstporträt. Insgesamt hatten seine Werke eine Auflage von 500.000 Exemplaren.
Das Pseudonym verwendete er zunächst, weil er befürchtete, dass belletristische Arbeiten seinem Ruf als Historiker und Lehrer schaden könnten. Nach dem Bekanntwerden veröffentlichte er Romane zu heimatkundlichen Themen auch unter seinem bürgerlichen Namen.

## Werke (Auswahl)
- Geschichte der Stadt Rendsburg, Rendsburg 1989, ISBN 978-3-87550-114-8, Band 2 2000, ISBN 978-3-935441-13-1
- Markgrafs Rapporte: "Rendsburg Alltag von 1823-1844" – eine Dokumentation (1994), ISBN 3-88242-114-2
- Aufgegebene Zeiten, Hamburg 1998, ISBN 978-3-921416-76-1
- Außenseiter: Geschichten aus einem Leben, Rendsburg, 2001, ISBN 3-93544-115-0
- Rendsburg: "Wenn Steine reden..." (2005), ISBN 3-88242-144-4

unter Pseudonym Paul Henricks
- Sieben Tage Frist für Schramm, Reinbek 1966, Neuauflage 1984, ISBN 3-49942-096-1
- Der Toteneimer, Reinbek 1967
- Eine Maßnahme gegen Franz, Reinbek 1978, ISBN 978-3-499-42416-8
- Keine Stimme für Krüß, Reinbek 1980, ISBN 3499425149
- Viktors langer Schatten, Reinbek 1996, ISBN 978-3-499-43223-1
- Venedig für immer; Reinbek 1998, ISBN 978-3-499-43297-2